# Société secrète

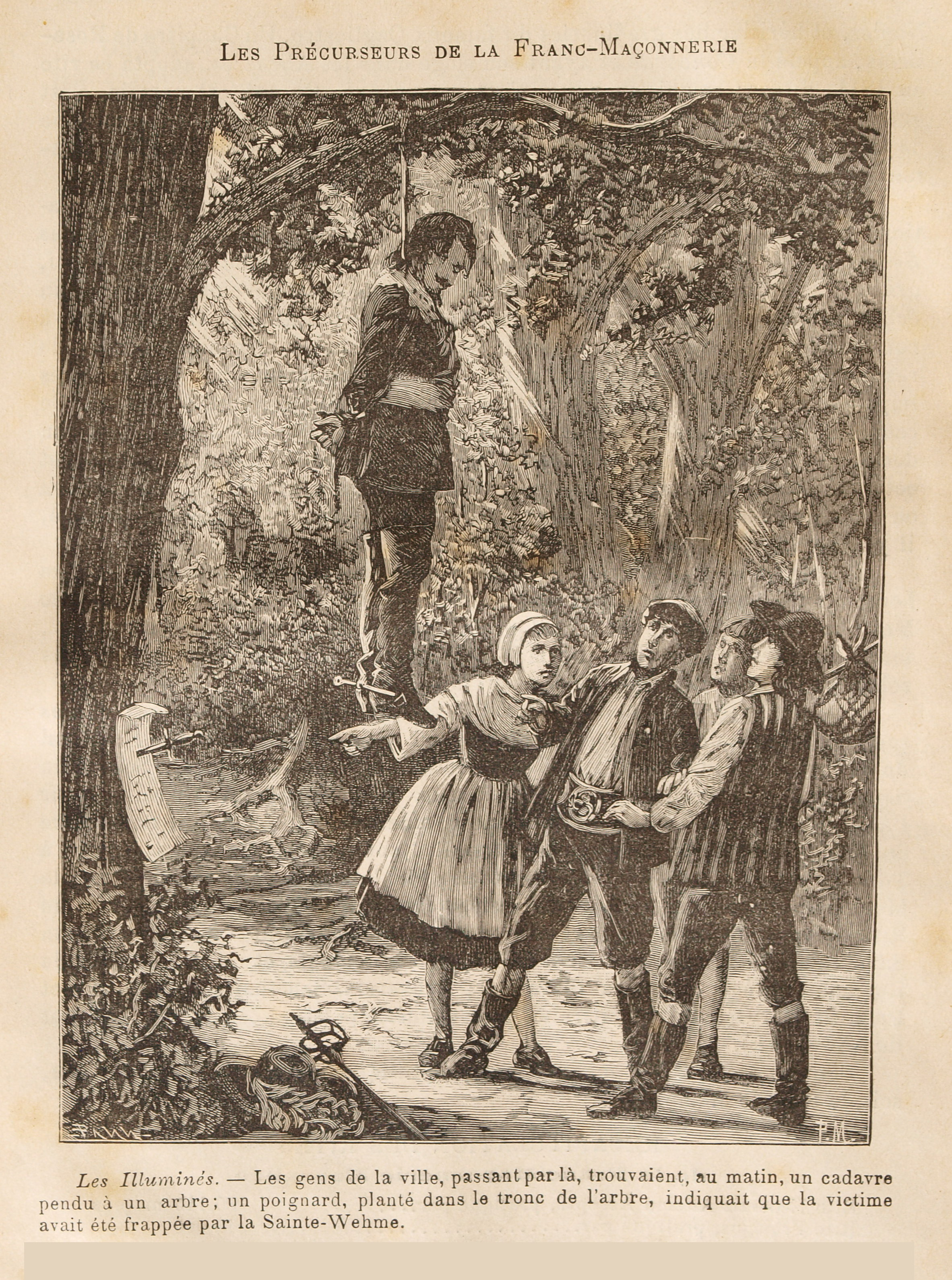
Victime de la société secrète de la Sainte-Vehme, dessin de Pierre Méjanel.

Une société secrète est une organisation sociale qui demande que ses membres gardent une partie de ses activités et de ses motivations cachées. Ces sociétés avaient à l'époque un but religieux, reposant sur l'initiation, notamment en Égypte antique, ou dans les cultes à mystères du monde gréco-romain.
Depuis le Moyen Âge sont apparues les sociétés secrètes d'ordre politique, avec un but parfois révolutionnaire, conspirationniste ou criminel. Les membres doivent garder leurs activités loin des regards des médias et de l'État, et ont parfois l’obligation de ne pas dévoiler ou de nier leur appartenance au groupe. De plus, ils ont souvent fait le serment d’être les gardiens des secrets de la société. 
Le terme de « société secrète » est souvent employé pour qualifier des fraternités (comme la franc-maçonnerie) qui ont également des cérémonies secrètes.
Au XIXe siècle, de nombreuses organisations politiques dites sociétés secrètes à visées politiques s'organisent en France et en Italie, sous différents régimes, pour le renverser et le remplacer par un jugé plus favorable. Par exemple : le carbonarisme avec une composante militaire (en France et en Italie), la conspiration La Fayette ou les sociétés secrètes républicaines et civiles établies lors de la Deuxième République (voir aussi leur déclinaison provençale, la chambrette). On peut aussi citer, plus récente, la Main noire (Serbie) et en certaines occasions les mouvements dissidents, communistes dans les dictatures ou opposés au communisme dans les démocraties populaires.
L’occupation française en Allemagne suscita aussi l’apparition de sociétés secrètes à visées nationalistes et donc opposées à l’Empire napoléonien, comme la Tugendbund et consœurs.
Enfin, le terme peut aussi servir à désigner d’autres organisations allant de la fraternité étudiante aux organisations mystiques décrites dans des théories de conspiration comme immensément puissantes, dotées de services financiers et politiques qui leur sont dédiés, un rayonnement mondial et parfois des croyances sataniques.

## Description

### En Occident
Ayant d'abord un but religieux dans l'antiquité, puis philosophique avec les écoles initiatiques telles que celle des pythagoriciens, depuis le Moyen Âge sont apparues les sociétés secrètes d'ordre politique, aussi bien en Orient qu'en Occident,.
Historiquement, les sociétés secrètes ont souvent fait l’objet de suspicions et de spéculations de la part des non-membres et se sont ainsi entourées d’un climat de méfiance depuis la Grèce antique. 
Selon René Alleau : « S’engager dans l’étude des sociétés secrètes exige d’abord que l’on y apporte la lucidité qui convient à l’égard des manifestations multiples et complexes de l’activité humaine, en même temps que l’esprit critique indispensable en une matière où le mythe et l’histoire, les documents authentiques et les faux, les témoignages dignes de foi et les contes à rêver debout ont été mêlés et confondus au point de demeurer parfois indiscernables. »
De nos jours, plusieurs d’entre elles ont été déclarées illégales. Ainsi, la Pologne par exemple a choisi, dans sa constitution, d’interdire ces sociétés au même titre que les organisations politiques extrémistes.
Plusieurs sociétés secrètes profitent de leur principe de discrétion pour développer leurs activités criminelles (comme la mafia) et politiques (comme le mouvement Know Nothing aux États-Unis).
De nombreuses sociétés d’étudiants établies sur des campus universitaires sont ou ont été considérées comme des sociétés secrètes, par exemple le Flat Hat Club (FHC) (fondé en 1750) et le Phi Beta Kappa (fondé en 1776) du Collège de William et Mary à Williamsburg en Virginie. Le membre le plus célèbre du FHC est Thomas Jefferson. On peut aussi citer les "finals clubs" de Harvard. La société secrète d’étudiants la plus connue est la Skull and Bones, fondée en 1832 à l’université Yale.
En France on peut parler de Vandermonde au Conservatoire national des arts et métiers ou de la Khômiss à l'École polytechnique
Les sociétés secrètes ont été condamnées dans diverses encycliques et documents magistériels par l'Église catholique, dont In eminenti apostolatus specula, A quo die, Christianae Republicae salus, Inscrutabile, Mirari Vos, Arcanum divinæ, Providas, Ecclesiam a Jesu Christo, Traditi Humilitati, Quo Graviora, Qui Pluribus, Quibus Quantique, Multiplices inter, Humanum Genus et Vehementer nos.[réf. nécessaire]

### En Orient
Les sociétés secrètes ont joué un rôle majeur dans les affaires chinoises pendant des siècles. Ils constituaient une opposition à la dynastie mandchoue des Qing à la fin du XVIIe siècle. Après l’effondrement de la dynastie Qing, ils furent tacitement soutenus et collaborèrent activement avec le gouvernement nationaliste. Ayant joué un rôle de premier plan dans l’histoire, ils ont été la cible des campagnes anti-secrètes du nouveau gouvernement de la République populaire de Chine dans les années 1950. 
Exemples de sociétés secrètes chinoises :
- Triades chinoises
- Poings de la justice et de la concorde
- Hai San (en)
- Société des Lanternes rouges (en)
- Société de la lance rouge
- Tiandihui, Société du Ciel et de la Terre
- Société du Sable Jaune
- Société du Lotus Blanc

## Type de sociétés secrètes
Divers types d'organisations fonctionnent comme des sociétés secrètes ou sont parfois considérées comme telles. Par exemple :
- les fraternités étudiantes ;
- les organisations criminelles ;
- les organisations politiques ;
- les organisations terroristes ;
- les chasseurs de nazis ;
- les sectes ;
- les services de renseignement ;
- les sociétés amicales.

Les sociétés secrètes étant secrètes, l'existence de plusieurs d'entre elles est sujette à caution.

## Dans la fiction

### Dans la littérature
Les sociétés secrètes sont un des éléments populaires de la littérature romantique puis de divertissement. De Joseph Balsamo d'Alexandre Dumas en 1846, au Pendule de Foucault d'Umberto Eco ou au Da Vinci Code de Dan Brown en 2003 en passant par Les Cigares du pharaon d'Hergé en 1934, elles alimentent l'intrigue en mystère et en romanesque. Le thème de la toute puissante société secrète a été largement exploité par le roman, notamment le roman-feuilleton du XIXe siècle. La cour des miracles décrite dans Notre-Dame de Paris en 1831 en est une ébauche. Dumas y a recours plus d'une fois : dans Le Vicomte de Bragelonne, Aramis révèle qu'il occupe un rang élevé dans une société secrète ; dans Les Crimes célèbres (1839-40), Dumas consacre un chapitre à Karl Ludwig Sand, membre d'une société secrète, assassin du conseiller Kotzebue. Paul Féval exploite le thème avec beaucoup de succès dans Les Habits noirs en 1863. Le site d'écriture collaborative Fondation SCP relate les exploits d'une organisation secrète fictive du même nom qui a pour but de confiner des entités paranormales.

### En bandes dessinées
Dans Les Cigares du pharaon, Tintin entre en lutte contre un gang de trafiquants de stupéfiants organisé sous la forme d'une société secrète ; les membres se réunissent de façon anonyme, vêtus d'une longue tunique de couleur violette marquée du signe de Ki-Oskh et d'une cagoule de même qui dissimule leur visage : Tintin parvient, ainsi déguisé, à participer à l'une de ces réunions. Dans sa suite, intitulée Le Lotus bleu, Tintin rejoint la société secrète des Fils du Dragons opérant à Shanghai, sous occupation japonaise depuis l'Incident de Mukden, et luttant contre ces mêmes trafiquants.

### Au cinéma
Voici quelques films qui traitent du sujet :
- 1949 : Cagliostro (Black Magic) de Gregory Ratoff
- 1973 : Joseph Balsamo d'André Hunebelle
- 1989 :  Le Cercle des poètes disparus
- 1999 : Fight Club
- 1999 : Eyes Wide Shut
- 2000 : The Skulls : Société secrète I
- 2002 : The Skulls II
- 2004 : The Skulls 3
- 2006 : Raisons d'État
- 2006 : Da Vinci Code
- 2009 : Anges et Démons
- 2014 : The Riot Club
- 2014 : Félix et les Loups

### Dans les jeux vidéo
- Dans le MMORPG The Secret World, trois sociétés secrètes dont les valeurs différent fortement, mènent une compétition entre elles et un même combat contre des créatures venues d'un autre monde. Le joueur doit choisir la société qu'il veut assigner à son personnage.
- Dans l'univers d'Assassin's Creed, il existe deux sociétés millénaires et antagonistes : la confrérie des assassins et l'ordre des templiers.
- Dans Hitman, Hitman 2 et Hitman 3, l’agent 47 se bat contre une organisation secrète nommé Providence qui contrôlerait les organes internationaux les plus importants. On peut également citer l’ICA une agence de tueur à gages et la Société de l’Arche, une organisation militaro-survivaliste de milliardaires voulant se protéger de la fin du monde.

## Citations

### Opposition aux sociétés secrètes
- « Derrière le gouvernement visible siège un gouvernement invisible qui ne doit pas fidélité au peuple et ne se reconnaît aucune responsabilité. Anéantir ce gouvernement invisible, détruire le lien impie qui relie les affaires corrompues avec la politique, elle-même corrompue, tel est le devoir de l’homme d’État. » Theodore Roosevelt 1912[10].
- « Dans les conseils du gouvernement, nous devons prendre garde à l'acquisition d'une influence illégitime, qu'elle soit recherchée ou non, par le complexe militaro-industriel. Le risque d'un développement désastreux d'un pouvoir usurpé existe et persistera. » Dwight David Eisenhower, dans son discours de fin de mandat prononcé le 17 janvier 1961.
- « Le monde est gouverné par de tout autres personnages que ne se l’imaginent ceux dont l’œil ne plonge pas dans les coulisses. » Benjamin Disraeli, Coningsby ou la Nouvelle génération.
- « Les gouvernements de ce siècle ne sont pas en relation seulement avec les gouvernements, empereurs, rois et ministres, mais aussi avec les sociétés secrètes, éléments dont on doit tenir compte et qui au dernier moment peuvent annuler n’importe quel accord, qui possèdent des agents partout - agents sans scrupule qui poussent à l’assassinat, capables, si nécessaire, de provoquer un massacre. » Benjamin Disraeli.
- « Les évènements sont beaucoup moins variés que ne le supposent ceux qui ne connaissent pas ceux qui tiennent les fils. » Benjamin Disraeli.